# Soikiella occidentalis
Soikiella occidentalis är en stekelart som beskrevs av Velten och Pinto 1990. Soikiella occidentalis ingår i släktet Soikiella och familjen hårstrimsteklar. Inga underarter finns listade i Catalogue of Life.